# Пасічник Світлана Дорофіївна
Світлана Дорофіївна Пасічник (нар. 1965, м. Харків) — українська режисерка.

## Життєпис
Народилася у Харкові.
1992 року закінчила факультет журналістики Московського Державного університету ім. Михайла Ломоносова.
Працювала в засобах масової інформації (в Харківській обласній молодіжній газеті «Ленінська зміна» (тепер — газета «Событие») та на обласному державному радіо).
У 1994—1999 роках закінчила режисерський факультет Харківського інституту мистецтв ім. Івана Котляревського (майстерня народного артиста України Олександра Барсегяна). Дипломна робота — вистава за повістю «У неділю рано зілля копала» Ольги Кобилянської — здобула вищу оцінку державної екзаменаційної комісії та була рекомендована до участі у фестивалі «Весняні самоцвіти» (Кіровоград, 2000), де здобула диплом за розвиток пошукового напрямку у режисурі.
З жовтня 2005 року — директор Харківського театру «Post Scriptum».
З 2009 року — керівник студії при театрі «Post Scriptum».